# Télé Africa
Télé Africa est une chaîne de télévision privée gabonaise. Chaîne généraliste s’adressant à un large public, TéléAfrica offre une programmation variée avec de l’information nationale, des magazines, reportages, émissions de divertissement, mais aussi des films d’aventure, des comédies.

## Histoire
Chaine de télévision commerciale en Afrique, première chaîne francophone installée en Afrique, une chaîne privée prévue pour diffuser pendant neuf heures et demie de programme pour une poignée de militaire et de civile. Règle d'or la rediffusion et la pub.  

## Diffusion
| Pays ou région | Opérateur           | Canal |
| -------------- | ------------------- | ----- |
| Afrique        | Les bouquets Canal+ | 321   |

## Programmes
- ça se passe ici !
- Journal 20H